# Пинелли, Туллио
Туллио Пинелли (итал. Tullio Pinelli; 24 июня 1908, Турин — 7 марта 2009, Рим) — сценарист, видный деятель итальянского кино 1940-х — 1990-х гг. Соавтор Федерико Феллини.
Вместе с Федерико Феллини Пинелли работал над такими фильмами как «Сладкая жизнь», «Восемь с половиной», «Джинджер и Фред», «Дорога». Писал Пинелли сценарии и для других известных итальянских постановщиков, в частности, Пьетро Джерми и Марио Моничелли.